# 今別村
今別村（いまべつむら）は、かつて青森県にあった村。

## 地理
北側の一部が津軽海峡に面している。

## 沿革
- 1889年（明治22年）4月1日 - 町村制施行により東津軽郡今別村、浜名村、大川平村、鍋田村が合併し、今別村が発足。
- 1955年（昭和30年）3月31日 - 東津軽郡一本木村と合併し、今別町となり消滅。